# Руха, Штефан
Ште́фан Ру́ха (рум. Ștefan Ruha, или И́штван Ру́ха венг. Ruha István; 17 августа 1931, Карей, Румыния — 29 сентября 2004, Клуж-Напока, Румыния) — румынский скрипач и педагог венгерского происхождения. Заслуженный артист Румынии (1963).

## Биография
В 1956 году окончил Клужскую консерваторию у Ференца Балога. В 1949—1957 годах концертмейстер театра Венгерской оперы в Клуже, в 1957—1958 годах — оркестра Клужской филармонии, а с 1958 года — солист этой филармонии. В 1964 году становится основателем и руководителем квартета Клужской филармонии «Напока» (рум. Napoca). В 1963—2003 годах — профессор в Клужской консерватории. В репертуаре была широко представлена музыка румынских композиторов. Гастролировал во многих странах мира, в том числе в СССР (с 1958).

## Награды
- 1958 — 3-я премия на Международном конкурсе имени П. И. Чайковского в Москве
- 1958 — 1-я премия на международном конкурсе имени Дж. Энеску в Бухаресте
- 1959 — 2-я премия на международном конкурсе имени М. Лонг – Ж. Тибо в Париже
- 1963 — Заслуженный артист СРР
- 1968 — Орден «За заслуги перед культурой»[рум.]